# Acajete (Puebla)
Acajete je grad i općina u saveznoj državi Puebla u južnoistočnom Meksiku.